# Domaine du Radar
Le Domaine du Radar, connu précédemment sous les noms de Domaine de St-Sylvestre inc. de 1964 à 1970, de Développement Mont Radar inc. dans les années 1970 et 1980 et de Domaine écologique du Mont-Radar de 2004 à 2010, est une base de plein-air située au pied du mont Sainte-Marguerite, à 75 km au sud de Québec à Saint-Sylvestre, dans Chaudière-Appalaches, au Québec, Canada. D'abord une installation militaire, le site fait l'objet de plusieurs tentatives de reconversion à divers usages.

## Situation et utilisation actuelle
Le site est actuellement la propriété de Richard St-Laurent, qui y exploite une base de plein-air quatre saisons. Le domaine de 275 acres se caractérise par sa montagne, le mont Sainte-Marguerite, avec son sommet de 698 mètres d’altitude, par des vestiges militaires en restauration et par une étendue d’espaces verts comprenant une érablière, une forêt mixte, ainsi qu’un grand nombre d’espèces de plantes sauvages médicinales et comestibles.
Le Domaine du Radar possède des sentiers de randonnée de plusieurs kilomètres en montagne, des plateaux de camping sauvage, de l'hébergement en chalets, une salle de réception et des aires de pique-nique. Il offre des visites des vestiges militaires soit en carriole avec un guide-interprète ou en visite libre. Le sommet du Mont Sainte-Marguerite offre une vue panoramique exceptionnelle en toute saison.

## Histoire

### Époque militaire
Le Mont Sainte-Marguerite est communément appelé Mont Radar car, durant la Guerre froide, de 1952 à 1964, une base militaire de communication administrée par la « Royal Canadian Air Force » y est installée. Son existence se place dans le cadre de la NORAD, à l'instar d'une quarantaine de bases semblables sur le même méridien qui constituent un bouclier d’observation et de communication nommé la ligne Pinetree.
À l’époque 44 bases identiques d’observations et de communications le long du même parallèle de latitude formaient au Canada un bouclier appelé la Pinetree Line. La base du Mont Radar avait donc pour objectif la surveillance aérienne de la région ainsi que de l’entrée du fleuve à Québec en raison de la crainte d’une invasion soviétique. Heureusement, il ne se passa rien de tel et durant une décennie, un petit village se développa sur le site pour rendre plus agréable la vie sociale des militaires et de leurs familles.
Entre 1951 et 1964, la population composée des militaires, de leur famille et de personnel civil a oscillé entre 280 et 1000[réf. nécessaire] personnes, développant les infrastructures habituelles pour une telle communauté et contribuant à la prospérité économique, sociale et culturelle des villages avoisinants.
Parmi ces infrastructures, deux écoles primaires (catholique et protestante), une église, un complexe sportif (piscine intérieure, patinoire, gymnase, allées de quilles), un bureau de poste, un coiffeur, un théâtre, une bibliothèque, une épicerie, le radar et le radôme. Communiquant des informations « Top Secret » à la ligne Pinetree, la base du Mont Radar se devait d’être autonome pour éveiller le moins de soupçons possible.
Ce type de base d'observation au sol fut démantelé au profit des satellites et l'armée canadienne acheva le démantèlement en 1967.

### Reconversion
Après le départ de l'armée canadienne du mont Sainte-Marguerite, le site et ses infrastructures sont revendus plusieurs fois et différents projets axés sur le loisir y voient le jour sans jamais durer. Vers 1967, un groupe de Victoriaville achète l'emplacement et le nomme Domaine de St-Sylvestre inc.. En 1970 l'emplacement est vendu au International Sportsman Club, mais à ce moment la plupart des bâtiments étaient déjà disparus ou vandalisés. Par la suite, Développement Mont Radar inc. veut en faire une station de ski et un centre récréotouristique, mais les actifs sont repris par une banque. À partir de 1988, les lieux sont à l’abandon et les infrastructures sont en proie durant plusieurs années au vandalisme, aux intempéries, au squat et au vol.
En 1996, un entrepreneur, Jean-Marc Deneau, acquiert le domaine et envisage d'y développer une base de plein air. Le lieu accueille un bar country puis des raves annuelles rassemblant jusqu'à 8 000 jeunes.
Plus tard, Deneau s'associe avec Philippe Laramée, un éditeur de publications traitant de « solutions écologiques » et un projet d'écovillage voit le jour en 2004. Le projet d'écovillage prit fin en septembre 2010.
En octobre 2010, le promoteur Richard St-Laurent acquiert le domaine du Mont-Radar en le nommant Domaine du Radar. Le promoteur veut y construire une cinquantaine de chalets et un terrain de camping.
Un reportage du journaliste François Sanche présenté à Radio-Canada en février 2010 rapporte l'insatisfaction de certains acheteurs de terrains face à la gestion des promoteurs Jean-Marc Deneau et Philippe Laramée. Ce reportage a été critiqué comme inéquitable par les propriétaires; cependant Radio-Canada maintient que son reportage respecte ses normes journalistiques.